# 国富ドリコンシリーズ
国富ドリコンシリーズ（くにとみドリコンシリーズ）とは、2003年から試験的に行ってきた、宮崎県国富町にある国富カートランドを使ったドリフトコンテストを、2005年から本格的に年間シリーズ戦として開催されているローカルイベント。
宮崎県内からの参加者を中心に集めて行われており、基本的には誰でも気軽に参加できる。ローカルイベントのため、資金不足が悩みで、業界を問わずにスポンサー募集をしている。
現在30から40台の参加があり、今後のイベント規模の拡大も見込み、別の場所での開催も検討している。